# Pavlo Arie
Pour les articles homonymes, voir Arie (homonymie).
 (mai 2011).
Pavlo Arie (Павло Ар'є en ukrainien) est un artiste conceptualiste, peintre et dramaturge ukrainien, né le 16 octobre 1975 à Lviv, en Ukraine.

## Biographie
Il a grandi à Lviv et s'est installé en 2004 en Allemagne. Actuellement, il vit à Cologne où il a joué dans le théâtre expérimental russe de l'institut de slavistique de l'université.

## Œuvres

### Théâtre
- 2004 : Dix moyens de se donner la mort
- 2005 : Révolution, Amour, Mort et Rêve, éditée en 2007 dans un ouvrage séparé et dans le sixième tome de l'almanach Nova Proza (Нова Проза en ukrainien).
- 2006 : L'Icône, éditée en 2007 dans le sixième tome de l'almanach Nova Proza (Нова Проза en Ukrainien) et en 2010 en Ukraine dans le recueil Formes.
- 2006 : Fier (en langue allemande).
- 2007 : L'Expérience, éditée en 2010 en Ukraine dans le recueil Formes.
- 2008 : Couleurs, éditée en 2010 en Ukraine dans le recueil Formes.
- 2010 : Homme en état d'apesanteur

### Représentations
- La pièce Révolution, Amour, Mort et Rêve a été représentée pour la première fois en 2008 au festival de théâtre de Kharkiv, Kurbalesya en Ukraine.
- Couleurs a été mise en scène pour la première fois au théâtre municipal de Lviv par Oleksiy Kravtchouk.